# باشگاه هندبال منیزیم فردوس
تیم هندبال منیزیم فردوس نام باشگاه هندبال ایرانی که زیر مجموعه باشگاه فرهنگی ورزشی منیزیم فردوس است. این تیم یک مقام قهرمانی و یک نایب قهرمانی در کارنامه خود دارد.

## حضور در آسیا
تیم هندبال منیزیم پس از نایب قهرمانی در لیگ هندبال ایران راهی مسابقات آسیایی شد و به مقام پنجم رسید. این اولین باری بود که یک تیم از خراسان جنوبی در سطح آسیا شرکت می‌کرد.
تیم منیزیم در سال ۹۵ به عنوان قهرمانی رسید. این تیم زمانی که آماده حضور در رقابت‌های آسیایی می‌شد به علت مشکلات مالی از این رقابت‌ها انصراف داده و سپس از لیگ برتر هندبال کناره‌گیری کرد.